# Čertova pec
Čertova pec là một hang động các-xtơ nhỏ thuộc vùng núi Považský Inovec của Slovakia, nằm gần với Radošina, Vùng Nitra. Hang động không chỉ thu hút khách du lịch đến đây tham quan mà còn là nơi cung cấp bằng chứng cụ thể về sự tồn tại của loài người trong thời kỳ đồ đá.

## Mô tả hang động
Với chiều dài 27 m (89 ft), hang động là một di tích tự nhiên nằm trong danh sách bảo tồn bởi ý nghĩa cổ sinh mà nó đem lại. Khu vực xung quanh Certova pec cũng là một địa điểm du lịch giải trí, xung quanh là nhà nghỉ ven đường, khu cắm trại và sân chơi. Hơn nữa, từ đây có ba con đường mòn dẫn tới các vùng lân cận.

## Cổ sinh vật học
Hang động mang những dấu tích của nhiều giai đoạn trong thời kỳ đồ đá cũ với những phát hiện sớm nhất thuộc về nền văn hóa Mousterian (chủ yếu liên quan đến người Neanderthal). Thêm vào đó người ta cũng tìm ra một tập hợp các đồ vật có liên quan đến văn hóa Szeletian, một địa phương có nét văn hoá tương đồng với Gravettian đương đại. Định tuổi bằng đồng vị carbon phóng xạ (C14) các hiện vật văn hóa Szeletian cho thấy sự hiện diện của con người thời tiền sử trong hang động vào khoảng 38.400 năm trước.